# Hapalops
Hapalops es un género extinto de mamíferos folívoros de la familia Megatheriidae. Eran perezosos terrestres emparentados con el gigante Megatherium, pero mucho más pequeños, midiendo aproximadamente 1 m de longitud.
A pesar de estar clasificado como perezoso terrestre, Hapalops vivió probablemente en los árboles la mayor parte de su vida. Tenía un cuerpo robusto, cráneo recortado y patas largas con garras grandes y curvadas. Cuando bajaba de los árboles al suelo, este animal probablemente caminaba sobre los nudillos de sus patas delanteras, como hacen los gorilas en la actualidad.

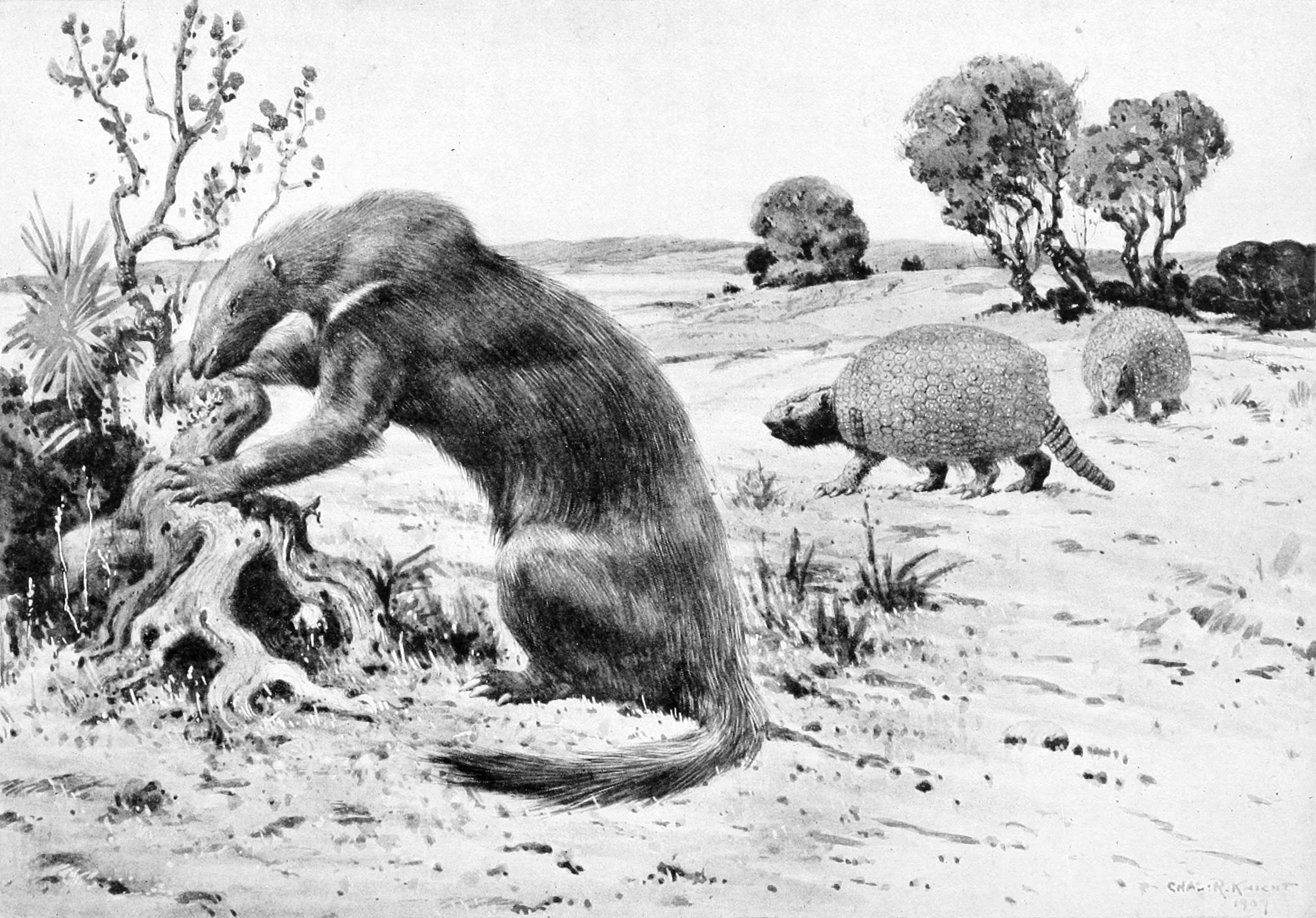
Restauración de Hapalops longiceps y Propalaehoplophorus australis

Hapalops vivió durante el Oligoceno Tardío, hace alrededor de 25 millones de años en Suramérica. No poseía incisivos entre los pocos dientes con los que contaba (la mandíbula estaba compuesta por solo cuatro pares de dientes).

## Especies
- Hapalops indifferens †
- Hapalops longicers †
- Hapalops longipes †
- Hapalops latus †
- Hapalops cadens †
- Hapalops congermanus †
- Hapalops gallaicus †